# Ahmed Hamoudi
Ahmed Hamoudi (Alexandrië, 30 juli 1990) is een Egyptisch voetballer die bij voorkeur als vleugelspeler speelt. Hij staat onder contract bij de Egyptische topclub Al-Ahly.

## Carrière

### Clubcarrière
Hamoudi scoorde 11 doelpunten in 63 competitiewedstrijden voor Smouha SC. In 2014 tekende hij een vierjarig contract bij het Zwitserse FC Basel. De Egyptenaar debuteerde voor zijn nieuwe club in de bekercompetitie tegen CS Italien op 24 augustus 2014. Op 23 september 2014 scoorde hij zijn eerste doelpunt voor FC Basel in zijn competitiedebuut tegen FC Vaduz. Na één seizoen werd hij uitgeleend aan Al-Zamalek, een topclub uit eigen land.
Na zijn uitleenbeurt aan Al-Zamalek werd Hamoudi verkocht aan Al-Batin FC. Op 30 januari 2017 keerde hij echter terug naar eigen land: hij tekende voor Al-Ahly, de aartsrivaal van zijn ex-club Al-Zamalek.

### Interlandcarrière
In 2013 debuteerde hij voor Egypte, waarvoor hij reeds één doelpunt scoorde uit negen interlands.

## Erelijst
FC Basel
- Raiffeisen Super League

2014/15
 Al-Zamalek
- Beker van Egypte

2014/15, 2015/16
 Al-Ahly
- Premier League (Egypte)

2016/17, 2017/18
- Beker van Egypte

2016/17